# Emmanuel Delicata
Emmanuel Delicata ist der größte Weinhersteller Maltas mit Sitz in Paola. Das Unternehmen wurde 1907 gegründet. Im Programm befinden sich sowohl Weiß- als auch Rotweine. Die meisten Weine bestehen aus Trauben, die in Malta wachsen. Es gibt Lagen auf der Hauptinsel Malta und auf der Insel Gozo. Weitere Weine werden aus Trauben hergestellt, die in am Mittelmeer angrenzenden Staaten angebaut werden. Jedoch macht diese Firma hierauf aufmerksam, was in Malta nicht immer der Fall ist. Die für den mediterranen Raum typischen Rebsorten, die für die Weine verwendet werden, sind unter anderem Chardonnay, Cabernet Sauvignon und Merlot.
Zusammen mit Marsovin beherrscht die Kellerei mehr als 90 % des Weinmarkts in Malta.